# Piotr Hemmerling
Piotr Andrzej Hemmerling (ur. 3 sierpnia 1965 w Szubinie) – polski nauczyciel i samorządowiec, w latach 2001–2006 starosta nakielski, w latach 2010–2014 burmistrz Kcyni, od 2024 pierwszy wicewojewoda kujawsko-pomorski.

## Życiorys
W 1994 ukończył studia magisterskie na kierunku historia na Wyższej Szkole Pedagogicznej w Bydgoszczy, na tej samej uczelni ukończył podyplomowe z administracji i zarządzania oraz organizacji pomocy społecznej, ukończył również studia typu EMBA na Akademii Ekonomiczno-Humanistycznej w Warszawie.
W 1984 rozpoczął pracę jako nauczyciel, w latach 1995-1999 był dyrektorem Szkoły Podstawowej w Laskownicy. W 1998 wybrany do rady powiatu nakielskiego, został wicestarostą, a w 2001 starostą nakielskim. W 2002 i 2006 uzyskał reelekcję w wyborach do rady powiatu, kandydując kolejno z listy KWW Sojusz Lewicy Demokratycznej - Unia Pracy i KKW SLD+SDPL+PD+UP Lewica i Demokraci. W 2006 bezskutecznie ubiegał się o fotel burmistrza Kcyni, przegrywając w II turze z Tomaszem Szczepaniakiem. W latach 2006–2010 był zastępcą burmistrza Mroczy. W 2007 bez powodzenia kandydował w wyborach parlamentarnych z listy Lewicy i Demokratów. 
W wyborach samorządowych w 2010 wybrany w I turze burmistrzem Kcyni, zdobywając 54,42% głosów, uzyskał również mandat radnego powiatu nakielskiego, który wygasł z powodu niepołączalności funkcji. W 2014 ubiegał się o reelekcję na stanowisku burmistrza, przegrywając w II turze z Markiem Szarugą z Platformy Obywatelskiej, z wynikiem 48,99% poparcia. W tych samych wyborach ponownie uzyskał mandat do rady powiatu z listy KKW SLD Lewica Razem, który sprawował do 2018. 
W wyborach parlamentarnych w 2015 bezskutecznie ubiegał się o mandat poselski z trzeciego miejsca na liście Zjednoczonej Lewicy. W 2018 kandydował bez powodzenia w wyborach na burmistrza miasta z ramienia KWW Piotra Hemmerlinga „Kcynia Razem”, zajmując II miejsce i uzyskując 22,39% poparcia. W 2019 roku został zastępcą dyrektora Powiatowego Centrum Pomocy Rodzinie w Nakle nad Notecią, a w 2021 wybrany współprzewodniczącym struktur Nowej Lewicy w województwie kujawsko-pomorskim.
24 listopada 2023 Rada Wojewódzka partii zarekomendowała go na stanowisko pierwszego wicewojewody kujawsko-pomorskiego, 15 stycznia 2024 został powołany na tę funkcję przez Prezesa Rady Ministrów Donalda Tuska.
Został odznaczony Brązowym (1997) i Srebrnym (2002) Krzyżem Zasługi oraz Brązową Odznaką „Zasłużony dla Ochrony Przeciwpożarowej” (2021).